# David Wooster
David Wooster (13. marts 1711 – 2. maj 1777), var en amerikansk general, som gjorde tjeneste under den franske og indianske krig (1754 – 1763) samt den amerikanske uafhængighedskrig (1775 – 1783).
Wooster døde af sår han pådrog sig under slaget om Ridgefield i Connecticut, den 27. April 1777.
Flere byer, skoler og offentlige pladser i USA er opkaldt efter Wooster, som blev kaldt uafhængighedskrigens glemte helt.

## Ekstern henvisning
- Dedikeret hjemmeside om general Wooster, med biografier, breve og henvisninger Arkiveret 29. maj 2009 hos  Wayback Machine